# Diego Rubio (ciclista)
Diego Rubio Hernández (Navaluenga, 13 giugno 1991) è un ex ciclista su strada spagnolo, professionista dal 2014 al 2022.

## Palmarès
- 2011 (Diputación de Ávila, una vittoria)

3ª tappa Vuelta a la Comunidad de Madrid Under-23 (Colmenar del Arroyo > Fresnedillas de la Oliva)
- 2012 (Diputación de Ávila, una vittoria)

2ª tappa Tour d'Azerbaïdjan (Baku > İsmayıllı)

### Altri successi
- 2016 (Caja Rural)

Classifica giovani Tour du Limousin
- 2019 (Burgos-BH)

Classifica scalatori Volta a la Comunitat Valenciana

## Piazzamenti

### Grandi Giri
- Vuelta a España

2017: 126º
2018: 138º
2019: 146º
2021: ritirato (18ª tappa)

### Competizioni mondiali
- Campionati del mondo

Doha 2016 - In linea Elite: ritirato

### Competizioni europee
- Campionati europei

Plumelec 2016 - In linea Elite: 48º
Plouay 2020 - In linea Elite: ritirato